# Ewald Drechsel
Ewald Drechsel (* 25. Juni 1926 in Arzberg (Oberfranken); † 2. Juni 1990) war ein deutscher Politiker (SPD).
Drechsel machte nach dem Besuch der Volksschule in Arzberg die Ausbildung zum Kaufmann. Gegen Ende des Zweiten Weltkriegs wurde er im Frontdienst eingesetzt und war in sowjetischer Kriegsgefangenschaft. Nach dem Krieg war er vorübergehend im elterlichen Geschäft tätig, ehe er von 1946 bis 1954 Geschäftsführer eines Unternehmens war. 1952 wurde er Kreisrat, von 1953 bis 1954 gehörte er dem Beirat für Bezirksverbandsangelegenheiten in Oberfranken an. Von 1954 bis 1970 gehörte er dem Bayerischen Landtag an. 1962 und 1966 erhielt er seinen Sitz durch ein Direktmandat im Stimmkreis Wunsiedel, Marktredwitz, Rehau, Stadt Selb (entsprach in etwa dem späteren Stimmkreis Wunsiedel im Fichtelgebirge). 1956 wurde er zum Ersten Bürgermeister der Stadt Arzberg gewählt.

## Auszeichnungen
- 14. Mai 1965: Bayerischer Verdienstorden